# Consumo sostenible
se conoce como desarrollo sostenible. En su definición inicial: 

Está en manos de la humanidad hacer que el desarrollo sea sostenible, duradero, o sea, asegurar que satisfaga las necesidades del presente sin comprometer la capacidad de las futuras generaciones para satisfacer las propias.

El consumo y la producción sostenibles son indispensables en la lucha mundial contra los desafíos de sustentabilidad como el cambio climático, el hambre o la contaminación ambiental.
El desarrollo sostenible, así como el consumo sostenible se basan en ciertas premisas como:
- Uso adecuado de los recursos y la minimización de desechos y contaminación;
- El uso de los recursos renovables dentro de su capacidad de renovación;
- Productos con un amplio ciclo de vida; y
- Equidad intergeneracional intrageneracional.

## La definición de Oslo
La definición propuesta por el Simposio de Oslo de 1994 sobre Consumo Sostenible lo define como "El uso de servicios  a las necesidades básicas para llevar una mejor calidad de vida y reducir al mínimo el uso de los recursos naturales y materiales tóxicos, así como las emisiones de residuos y contaminantes sobre el ciclo de vida del producto o servicio a fin de no poner en peligro las necesidades de las generaciones futuras"

## Consumo sostenible fuerte y débil
Para lograr un consumo sostenible, dos acontecimientos tienen que llevarse a cabo: se requiere tanto de un aumento en la eficiencia de consumo, como un cambio en los patrones de consumo y la reducción de los niveles de consumo en los países industrializados. La primera condición no es suficiente por sí misma y puede ser nombrada como debilidad del consumo sostenible. Las mejoras tecnológicas y la ecoeficiencia apoyan una necesaria reducción del consumo de recursos. Una vez que este objetivo se ha cumplido, el segundo requisito es el cambio en los patrones y la indispensable reducción de los niveles de consumo. Enfoques de consumo sostenible fuertes también prestan atención a la dimensión social de bienestar y evalúan la necesidad de cambios basados en una perspectiva de aversión al riesgo. Con el fin de lograr lo que se puede llamar un fuerte
consumo sostenible, los cambios en las infraestructuras, así como las opciones
de los clientes son obligatorios. En el ámbito político, la debilidad del
consumo sostenible se ha discutido, mientras que el fuerte consumo sostenible
falta en las discusiones de todos los debates.
Teniendo en cuenta estos dos enfoques de consumo sostenible, es evidente que los consumidores individuales juegan un papel clave. Un gran problema es la existencia de una supuesta actitud-comportamiento o brecha de valores-acción, es decir, muchos consumidores son muy conscientes de la importancia de sus decisiones de consumo y se preocupan por los temas ambientales, sin embargo la mayoría de ellos no traducen sus preocupaciones en sus patrones de consumo, como el proceso de toma de decisiones de compra es muy complicado y se basa por ejemplo en factores sociales, políticos y psicológicos. Young et al. Identificó una falta de tiempo para la investigación, los altos precios, la falta de información y el esfuerzo cognitivo necesario como las principales barreras a la hora de las elecciones de consumo verdes.

## Institucionalización del consumo sostenible

### La evolución global del consumo sostenible
- 1992 - En la conferencia de Naciones Unidas sobre Medio Ambiente y Desarrollo (UNCED)el concepto de consumo sostenible se establece en el capítulo 4 de la Agenda 21.[6]
- 1994 - Definición de Consumo Sostenible propuesta en el Simposio de Oslo.
- 1995 – SC (Consumo sostenible) se solicitó para ser incorporada por la ONU Consejo Económico y Social (ECOSOC) y en las directrices de la ONU sobre la Protección del Consumidor.
- 1997 – Un importante informe sobre SC fue producido por la OCDE.[7]
- 1998 – Programa Ambiental de las Naciones Unidas (PNUMA) inicia un programa de Consumo Sostenible y se discute en el Informe sobre Desarrollo Humano del Programa de Desenvolvemento de Naciones Unidas (PNUD).[8]
- 2002 – Creación de un programa de diez años en el consumo y la producción sostenibles (SCP) en el Plan de Aplicación de la Cumbre Mundial sobre el Desarrollo Sostenible (CMDS) en Johannesburgo.[9]
- 2003 - El "Proceso de Marrakech" fue desarrollado por la coordinación de una serie de reuniones y otros procesos de "múltiples interesados" por el PNUMA y ONU-DAES después de la CMDS.<ref>United Nations Department of Social and Economic Affairs (2010) Paving the Way to Sustainable Consumption and Production. In Marrakech Process Progress Report including Elements for a 10-Year Framework of Programmes on Sustainable Consumption and Production (SCP). [online] Available at: http://www.unep.fr/scp/marrakech/pdf/Marrakech%20Process%20Progress%20Report%20-%20Paving%20the%20Road%20to%20SCP.pdf Archivado el 7 de agosto de 2020 en Wayback Machine. [Accessed: 30/09/2009)

## Iniciativas en consumo sostenible
El Centro de Producción y Consumo Sostenible es una de las principales autoridades independientes, que está explorando las dimensiones de consumo y producción. En 2007, Tesco, el supermercado más grande en el Reino Unido, estableció el Instituto de Consumo Sostenible (SCI) con una donación de £ 25 millones a la Universidad de Mánchester.